# 双及物动词
在语法学上，双及物动词是需要支配一个主词及两个受词的动词。此与支配单个受词的单及物动词相对。

## 范例
- 陌生的人给了我一支烟。（动词“给”支配了一个主语（陌生的人）与两个宾语（直接宾语（一支烟）与间接宾语（我））
- 我对董小姐唱了一首歌。（动词“唱”支配了一个主语（我）与两个宾语（直接宾语（一首歌）与间接宾语（董小姐））

## 其他语言中的双及物动词

### 英语
- He gave mary ten dollars.
- He passed Paul the ball.
- Jane read the book to him.
- She is baking a cake for him.